# Plecoptera javanica
Plecoptera javanica är en fjärilsart som beskrevs av Walter Karl Johann Roepke 1938. Plecoptera javanica ingår i släktet Plecoptera och familjen nattflyn. Inga underarter finns listade i Catalogue of Life.